# Балакшин, Юрий Зосимович
Юрий Зосимович Балакшин (21 августа 1939, Мурманск, РСФСР — 20 ноября 2016, Москва, Россия) — советский государственный деятель, председатель Мурманского облисполкома (1984—1990), министр промышленности строительных материалов РСФСР (1990).

## Биография
В 1957—1958 годах — моторист Мурманского арктического пароходства и Мурманского морского торгового порта.
В 1963 году окончил Воронежский инженерно-строительный институт по специальности инженера строителя-технолога в сфере производства бетонных и железобетонных конструкций для сборного строительства. В 1982 году заочно окончил Академию общественных наук при ЦК КПСС, получив диплом с отличием, в 1983 году — Институт повышения квалификации руководящих партийных и советских кадров АОН при ЦК КПСС.
Член КПСС с 1971 года.
По вызову «Главмурманскстроя» был направлен на работы на Мурманский домостроительный комбинат. С 1963 года — мастер, заместитель начальника, начальник формовочного цеха, старший инженер, начальник отдела главного технолога Мурманского домостроительного комбината, с 1968 года — сотрудник технического отдела Главмурманскстроя.
В 1971 году по семейным обстоятельствам был вынужден вместе с семьей уехать с Крайнего Севера. Проработал 4 года на Ульяновском домостроительном комбинате сначала начальником производства, а затем директором завода крупнопанельного домостроения.
В 1975 году вернулся с семьёй в родной город Мурманск, где был назначен начальником домостроительного комбината,
- 1978—1984 гг. — председатель исполнительного комитета Мурманского городского совета народных депутатов,
- 1984—1990 гг. — председатель исполнительного комитета Мурманского областного совета народных депутатов,
- январь-сентябрь 1990 г. — министр промышленности строительных материалов РСФСР.

В период его руководства исполнительным комитетом Мурманского областного совета объем промышленного производства за пятилетку увеличился на 21,4 процента, реализовано сверх плана важнейших видов продукции на 169 миллионов рублей. Перевыполнено задание по росту производительности труда. Удельный вес продукции высшей категории в общем объеме производства составил в 1985 г. 71,5 процента. В мае 1985 г. областному центру г. Мурманску было присвоено звание города-героя. В то же время в 1989 г. отмечалось снижение объемов производства по сравнению с 1988 годом на горно-обогатительном комбинате «Ковдорслюда», Кольской АЭС, в объединениях «Арктикморнефтегазразведка», «Мурмансксройматериалы» и некоторых других. Срывы плановых заданий, особенно по госпоставкам, уже на 3-4 годах перестройки привели к ухудшению финансового положения большинства предприятий области.
Депутат Верховного Совета РСФСР 11-го созыва.
После реорганизации органов исполнительной власти Постановлением Совета Министров РСФСР № 380 от 30 сентября 1990 года был утвержден президентом Российского государственного концерна по производству строительных материалов (ЗАО «Концерн Росстром»).
В 1993 году государственный концерн был преобразован а закрытое акционерное общество «Концерн Росстром». На собрании акционеров Балакшин Ю. З. был избран президентом компании и проработал в этой должности до 2009 года.
Похоронен на Федеральном военном мемориальном кладбище.

## Награды и звания
Награждён орденами Трудового Красного Знамени, Дружбы Народов. Заслуженный строитель Российской Федерации (1993).
Почётный гражданин Мурманской области.